# یانیک نزه-سگن
یانیک نزه-سگن (فرانسوی: Yannick Nézet-Séguin‎; تلفظ فرانسوی: [ja.nik ne.zɛ se. ɡɛ̃]؛ زادهٔ ۶ مارس ۱۹۷۵) رهبر ارکستر، موسیقی‌دان و نوازنده پیانو اهل کانادا است.
او در حال حاضر رهبرِ «ارکستر فیلادلفیا»، ارکستر متروپولیتان مونترآل، کِـبک و رهبر ارکستر تالار اپرای متروپولیتن نیویورک است.
وی از سال ۲۰۰۸ تا ۲۰۱۸ رهبر «ارکستر فیلارمونیک روتردام» (روتردام، هلند) بود.